# Denise Biellmann
Denise Biellmann (Zúrich, Suiza; 15 de diciembre de 1962) es una patinadora profesional suiza que ganó el campeonato de patinaje sobre hielo de su país en tres oportunidades y fue campeona europea y mundial en 1981.

## Actividad deportiva

### Carrera como aficionada
A los 8 años ganó su primer campeonato internacional en Bélgica y, a los 11 venció en el Campeonato de patinaje artístico suizo. A los 14 años, compitió en el Campeonato de Europa de 1977 y quedó en segundo lugar en la especialidad Patinaje libre. Logró el tercer puesto en el Campeonato Europeo de Patinaje Artístico sobre Hielo de 1979.
En 1980 en la ciudad de Sapporo ganó el Trofeo NHK, una competición internacional anual de patinaje artístico sobre hielo organizada por la Federación Japonesa de Patinaje JSF desde 1979 y que desde 1995 forma parte del circuito del Grand Prix.
En 1981 ganó el Campeonato Europeo de Patinaje Artístico sobre Hielo y el mismo año hizo lo mismo con el Campeonato Mundial de Patinaje Artístico sobre Hielo organizado por la Unión Internacional de Patinaje sobre Hielo (ISU), en la cual se otorgan cuatro títulos mundiales en las diversas especialidades del patinaje artístico y poco después, con 18 años de edad se retiró de las competencias de aficionados y comenzó su carrera como patinadora profesional participando tanto en torneos como en exhibiciones.
Lleva el nombre de Pirueta biellmann la pirueta que es una variación de la de techo atrapada, realizada tirando de la pierna libre hacia arriba hasta que se encuentra por encima de la cabeza. Esta pirueta requiere una flexibilidad extrema en los hombros, la espalda y las piernas. Si bien no fue Biellmann la que la inventó pues fue vista en competencias al menos desde el Campeonato Europeo de 1965 cuando la realizara Tamara Moskvina, ella la popularizó y es la única figura de patinaje artístico que recibe el nombre oficial de una persona en las reglamentaciones de la ISU.

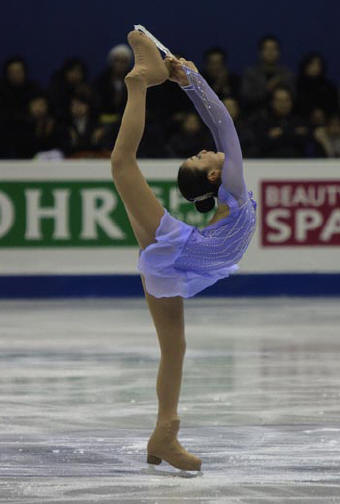
La patinadora Mao Asada ejecutando la pirueta Biellmann

### Carrera profesional
Participó en las temporadas 1 y 2 del concurso auspiciado por la televisión Dancing on Ice around the world acompañada por el presentador Pierre Geisensetter y por el actor Patrick Bach, respectivamente.
En el Festival de Eurovisión de Baile 2007 celebrado en Londres obtuvo el puesto 16 en la sección Pasodoble y swing representando a Suiza con su pareja Sven Ninnemann. Se trata de una competencia que tiene un formato similar al Festival de la Canción de Eurovisión en el que la pareja de cada país participante debe bailar dos bailes diferentes que después serán votados por los otros países como en Eurovisión.